# Rolf Dietz (Rechtswissenschaftler)
Rolf Erwin Waldemar Dietz (* 14. Oktober 1902 in Würzburg; † 29. März 1971 in München) war ein deutscher Rechtswissenschaftler und Hochschullehrer.

## Leben
Rolf Dietz entstammt einer alteingesessenen Würzburger Bürgerfamilie. Sein Vater starb als königlich-bayerischer Offizier im Ersten Weltkrieg, er selbst war gegen Ende des Krieges Angehöriger der Reichswehr. 1921 legte er sein Abitur ab. Anschließend begann Dietz zunächst ein Studium des Maschinenbaus an der Technischen Hochschule München, wechselte aber 1922 an die Universität Würzburg, um sich dem Studium der Rechtswissenschaften zu widmen. 1925 schloss er dieses Studium mit der Ersten Juristischen Staatsprüfung ab. Im selben Jahr promovierte er in Würzburg bei Friedrich Oetker noch über ein strafrechtliches Thema. 1928 legte Dietz sein Zweites Staatsexamen ab. Ab 1929 arbeitete er als Assistent am neu gegründeten Institut für Arbeits- und Wirtschaftsrecht der Universität zu Köln und wandte sein Augenmerk damit auf dieses Rechtsgebiet. Dort hatte er als Beschäftigter beim Arbeitgeberverband der Eisen- und Stahlindustrie erste praktische Erfahrungen gesammelt. Schließlich habilitierte Dietz sich 1932 bei Heinrich Lehmann in Köln und erhielt die Venia legendi für die Fächer Bürgerliches Recht, Handels- und Arbeitsrecht.
Es folgten zunächst Lehrstuhlvertretungen an den Universitäten Würzburg und Kiel. Zum 1. Mai 1933 trat er der NSDAP bei (Mitgliedsnummer 2.136.456). Ab 1935 war Dietz außerordentlicher Professor an der Universität Gießen, ab 1937 hatte er einen ordentlichen Lehrstuhl inne. 1940 nahm er einen Ruf der Universität Breslau an. Weil Dietz als Kind eine Niere entfernt worden war, musste er keinen Militärdienst leisten. Allerdings wurde er im Januar 1945, nachdem seine Familie bereits geflohen war, als Volkssturmmann zu Schanzarbeiten herangezogen, erlitt jedoch bald einen Herzinfarkt und wurde aus Breslau ausgeflogen. Im Herbst 1945 folgte Dietz dem Ruf der Universität Kiel. Als Mitglied der NSDAP wurde er Ende Januar 1946 bereits wieder entlassen, nach Abschluss des Entnazifizierungsverfahrens aber unverzüglich wieder eingestellt. 1950 wechselte Dietz an die Universität Münster. Während dieser Zeit war Dietz nebenamtlich Oberlandesgerichtsrat am Oberlandesgericht Hamm. 1958 nahm Dietz einen Ruf der Universität München auf den Lehrstuhl des emeritierten Alfred Hueck an und wurde dort Direktor des Seminars für Arbeits- und Wirtschaftsrecht sowie des Seminars für Handels- und Industrierecht. 1962 verlieh ihm die rechts- und staatswissenschaftliche Fakultät der Universität Münster die wirtschaftswissenschaftliche Ehrendoktorwürde. 1969 wurde Rolf Dietz emeritiert.
Dietz war verheiratet und Vater von vier Kindern. Nachdem seine erste Frau und Mutter seiner Kinder 1952 gestorben war, heiratete er 1965 erneut. 1950 war Dietz einer der Gründer der Zivilrechtslehrervereinigung, deren Präsident er von 1959 bis 1969 war. Zu seinen Schülern und Assistenten zählen Günther Beitzke, Götz Hueck, Herbert Wiedemann, Reinhard Richardi, Herbert Buchner und Wolfgang Blomeyer. Dietz starb am 29. März 1971 in München nach langer Krankheit.

## Werke (Auswahl)
Zu Beginn seiner wissenschaftlichen Laufbahn machte sich Dietz vor allem um die Zivilrechtsdogmatik verdient. Sein 1934 erschienenes Werk zur Anspruchskonkurrenz gilt als Standardwerk. Später widmete er sich vor allem dem Kollektiven Arbeitsrecht. Zusammen mit Alfred Hueck und Hans Carl Nipperdey gab er den führenden Kommentar zum Gesetz zur Ordnung der nationalen Arbeit heraus. Außerdem gilt Dietz als einer der geistigen Väter des heute anerkannten Beschäftigungsanspruchs des Arbeitnehmers, was im Gegensatz zur herrschenden Meinung der Weimarer Republik und des Dritten Reichs stand. Dietz war nach dem Zweiten Weltkrieg führender Kommentator des damaligen Betriebsverfassungsgesetzes.
- Das Arbeitshaus de lege lata und de lege ferenda. Universitätsverlag, Würzburg 1925 (Dissertation).
- Anspruchskonkurrenz bei Vertragsverletzung und Delikt. Röhrscheid, Bonn 1934 (Habilitationsschrift).
- mit Alfred Hueck und Hans Carl Nipperdey: Gesetz zur Ordnung der nationalen Arbeit. 4. Auflage. C.H. Beck, München 1943.
- Betriebsverfassungsgesetz : Kommentar. 4. Auflage. C.H. Beck, München 1967.
- mit Heinrich Lehmann (Begr.): Gesellschaftsrecht. 3. Auflage. Vahlen, München 1965, ISBN 3-8006-0021-8.